# ماثيو بكنغهام
ماثيو بكنغهام (بالإنجليزية: Matthew Buckingham)‏ هو مصور ومصور سينمائي أمريكي، ولد في 1963.